# Salvator duseni
Espèce
Synonymes
- Tupinambis duseni Lönnberg, 1910

Statut CITES
Salvator duseni est une espèce de sauriens de la famille des Teiidae.

## Répartition
Cette espèce est endémique du Brésil. Elle se rencontre dans les États de Goiás et du Mato Grosso.

## Étymologie
Cette espèce est nommée en l'honneur de Per Dusén qui a collecté les spécimens types.

## Publication originale
- Lönnberg & Andersson, 1910 : A new lizard and a new frog from Parana. Arkiv för zoologi, vol. 6, no 9, p. 1-11 (texte intégral).